# Comptoir Commercial Bara Mboup
Das Comptoir Commercial Bara Mboup (kurz CCBM) ist ein Handels- und Industrieunternehmen sowie ein Automobilhersteller im Dakar (Senegal).

## Geschichte
CCBM entstand 1992 aus dem Etablissement Bara Mboup, das bereits seit 1960 in der Region Kaolack tätig war. Nach dem Tod des Firmengründers 1992 wurde die Geschäftsführung von Serigne Mboup übernommen.
CCBM ist im Einzelhandel, im Speditionsgewerbe und in der Lebensmittelbranche aktiv. Mit dem Import von Fahrzeugen weitete CCBM 2006 seine Tätigkeit auf den Automobilbereich aus. Zu den Tochtergesellschaften gehörten 2008 unter anderem Master office (Bürobedarf), SBMA (Lebensmittel), Pridoux (Einzelhandel), Espace Auto (Automobilvertrieb) und CCBM immobilier (Immobilien). Gleichzeitig wurde ein durchschnittlicher Jahresumsatz von 30 Mrd. CFA-Franc (ca. 45 Mio. EUR) angegeben. Im Jahr 2009 erwirtschafteten 800 Arbeitnehmer einen Umsatz von 40 Mrd. CFA-Franc (ca. 60 Mio. EUR). Bis 2014 wurde CCBM zum drittgrößten Automobilhändler des Landes.
Die Automobilproduktion begann (je nach Quelle) 2010, 2011 oder 2012. Dabei werden SKD-Bausätze verwendet. CCBM verfügt über Montagelizenzen für Ssangyong, Great Wall Motor, Chery und Foton. Im Werk von CCBM waren im Jahr 2014 nach eigenen Angaben 300 Arbeitnehmer angestellt, die eine Kapazität von 400 Fahrzeugen erreichen sollten (ohne aber den Bezugszeitraum zu nennen). Zeitweise kam die Produktion auch vollständig zum Erliegen.

## Weblink
- Website (französisch)